# Ann Simons
Ann Simons (* 5. August 1980 in Tongern) ist eine ehemalige belgische Judoka. Sie war Olympiadritte 2000 und dreimal Europameisterschaftsdritte.

## Sportliche Karriere
Die 1,61 m große Ann Simons trat im Superleichtgewicht an. In dieser Gewichtsklasse war sie 1998, 1999, 2000, 2002 und 2005 belgische Meisterin. Bereits 1996 war sie hinter Isabelle Montmorency Zweite der belgischen Meisterschaften, 1997 verlor sie im Finale gegen Ilse Heylen. 1998 gewann Ann Simons Bronze bei den Juniorenweltmeisterschaften und bei den Junioreneuropameisterschaften. In der Erwachsenenklasse erkämpfte sie 1999 Bronze bei den Europameisterschaften, im gleichen Jahr wurde sie Junioreneuropameisterin. Bei den Olympischen Spielen 2000 unterlag sie im Viertelfinale gegen die Deutsche Anna-Maria Gradante, kämpfte sich aber mit drei Siegen in der Hoffnungsrunde zur Bronzemedaille durch.
Bei den Europameisterschaften 2001 erreichte Simons das Halbfinale. Nach ihrer Niederlage gegen die Französin Frédérique Jossinet gewann sie den Kampf um Bronze gegen die Spanierin Vanesa Arenas. 2002 belegte sie den siebten Platz bei den Europameisterschaften, 2003 gewann sie wieder Bronze. 2005 belegte sie den fünften Platz sowohl bei den Europameisterschaften als auch bei den Weltmeisterschaften. 2006 beendete Ann Simons nach einer Knieverletzung ihre Karriere.